# Åkerholmen, Salo
För andra betydelser, se Åkerholmen.
Åkerholmen är en ö i Finland. Den ligger i Skärgårdshavet och i kommunen Salo i den ekonomiska regionen  Salo i landskapet Egentliga Finland, i den sydvästra delen av landet. Ön ligger omkring 59 kilometer sydöst om Åbo och omkring 110 kilometer väster om Helsingfors.
Öns area är 0,3 hektar och dess största längd är 90 meter i nord-sydlig riktning. Åkerholmen och några andra små öar ligger på östra sidan av ön Pettu.